# Heliografika

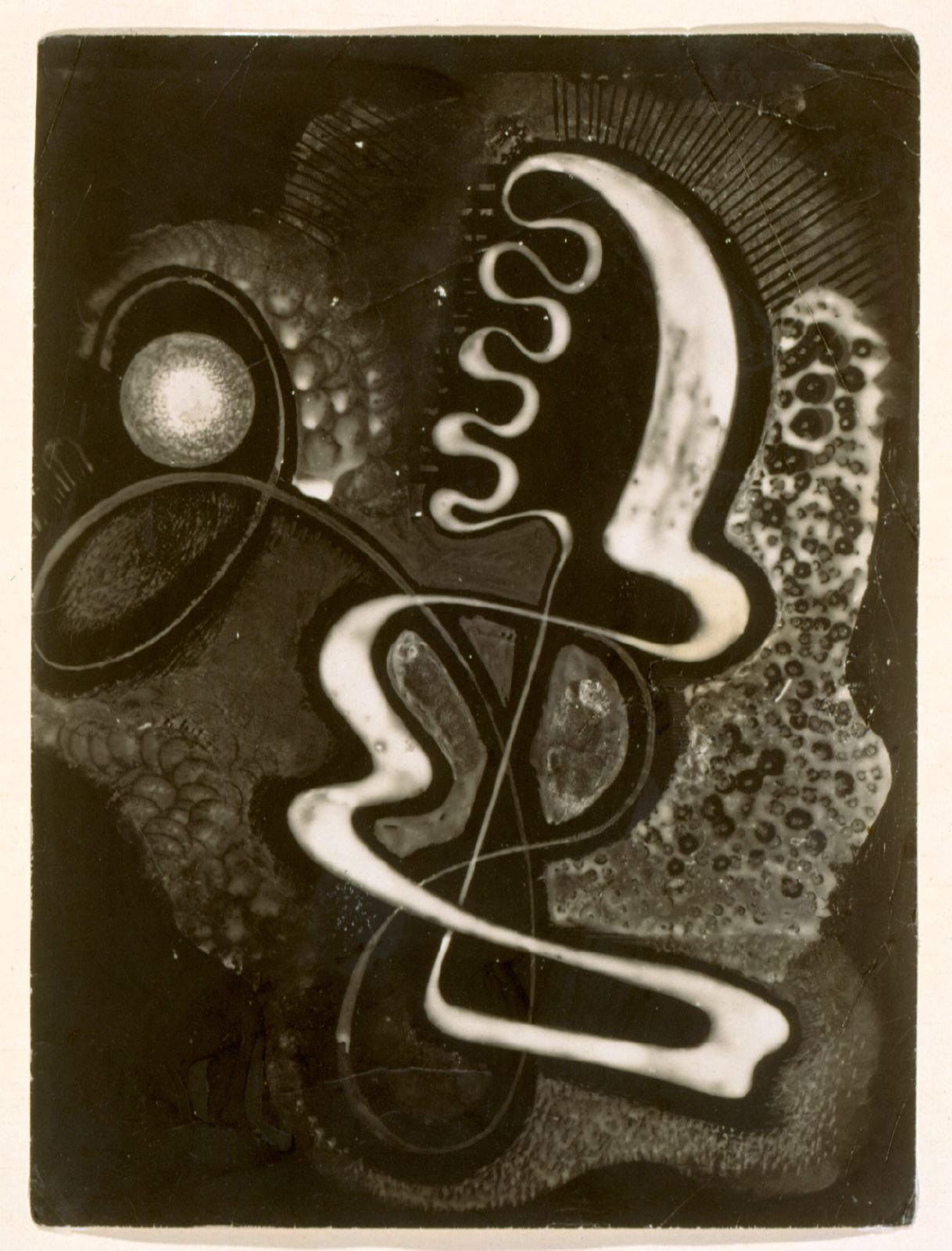
Karol Hiller, Kompozycja heliograficzna, 1930

Heliografika – technika graficzna wynaleziona przez Karola Hillera, który eksperymentował w tej dziedzinie w latach 1928-1930. Tradycyjną matrycę zastąpił przezroczystą kliszą celuloidową, na której malował przy użyciu białej tempery. Taki negatyw przenosił na papier fotograficzny stykowo, uzyskując odbitki o zróżnicowanych walorach. Tego typu grafiki tworzył aż do śmierci na początku II wojny światowej.
Innym sposobem na wykonanie heliografiki jest ustawienie przedmiotów bezpośrednio na materiale światłoczułym, a następnie naświetlaniu go. Powstająca w ten sposób odbitka jest unikatowa.